# Edwardsimemna jalapae
Edwardsimemna jalapae är en fjärilsart som beskrevs av Edwards 1884. Edwardsimemna jalapae ingår i släktet Edwardsimemna och familjen ädelspinnare. Inga underarter finns listade i Catalogue of Life.